# Thunduhuraa
Thunduhuraa est une petite île inhabitée des Maldives.

## Géographie
Thunduhuraa est située dans le centre des Maldives, au Sud de l'atoll Felidhu, dans la subdivision de Vaavu. 